# Халматов, Дильшот Шухратович
Дильшот Шухратович Халматов (укр. Халматов Дільшот Шухратович; род. 7 марта 1998) — украинский дзюдоист, серебряный призёр чемпионата Европы 2023 года.

## Биография
Дильшот Халматов борется в весовой категории до 60 килограммов и представляет Украину на международной спортивной арене.
В 2018 году становился чемпионом страны в категории до 55 кг, а в 2021 году стал чемпионом украины в весовой категории до 60 кг. 
Украинец завоевал серебряную медаль на турнире Большого шлема в Баку в 2022 году и серебро на турнире Большого шлема в Анталии в 2023 году. Халматов завоевал золотую медаль на Гран-при в Загребе в 2023 году, взял серебро на Гран-при в Линце в 2023 году. 
В ноябре 2023 года, в Монпелье, на чемпионате Европы, украинский дзюдоист в весовой категории до 60 кг стал обладателем серебряной медали, в поединке за титул он уступил спортсмену из Грузии Луке Мхеидзе.